# Georg Ludwig Carius
Georg Ludwig Carius (Barbis, 24 agosto 1829 – Marburgo, 24 aprile 1875) è stato un chimico tedesco.
Allievo di Robert Wilhelm Bunsen, fu docente a Marburgo. Gli si devono importanti ricerche di chimica organica e a lui si deve il metodo Carius, usato per individuare la presenza di alogeni all'interno di un campione di sostanza.